# سوزني السمرقندي
سوزني السمرقندي (ت. 562 هـ) هو أديب و شاعر ، من أهل سمرقند.
هو أبو بكر شمس الدين محمد، وقيل مسعود بن علي السلماني الكلاشي النسفي السمرقندي، المعروف بالحكيم، والمشتهر بسوزني، الملقب بتاج الشعراء، وينتهي نسبه إلى الصحابي سلمان الفارسي.
أصله من قرية «كلاش» من توابع سمرقند، وولد في نسف. عاصر أرسلان خان من آل افراسياب ، و سنجراتسز بن محمد خوارزمشاه. أقبل على التصوف في اواخر حياته، وصحب الحكيم السنائي و أبا منصور الترمدي. توفي في سمرقند سنة 562 هـ، وقيل سنة 569 هـ، وقيل سنة 669 هـ.
من آثاره: ديوان شعر، الكثير منه في مدح آل البيت.